# Contopus fumigatus
El pibí ahumado  (Contopus fumigatus), es una especie de ave passeriforme de la familia Tyrannidae, perteneciente al numeroso género Contopus. Es nativo del norte y de regioines andinas de América del Sur.

## Otros nombre comunes
Además de pibé ahumado (en Ecuador, Perú y Venezuela), en Argentina se le denomina burlisto copetón, burlisto gris grande, frailecillo copetón o frailecillo de copete, y en Colombia atrapamoscas sombrío o pibí oscuro.

## Distribución y hábitat
Se distribuye en el sur de Venezuela y adyacentes Guyana y extremo norte de Brasil, y desde las montañas del norte de Venezuela, hacia el oeste y sur a lo largo de la cordillera de los Andes de Colombia, Ecuador, Perú, Bolivia, hasta el noroeste de Argentina.
Esta especie es considerada bastante común y visible en sus hábitats naturales: los bordes de selvas montanas andinas y de los tepuyes y las clareras adyacentes, principalmente entre los 800 y 2600 m de altitud.

## Sistemática

### Descripción original
La especie C. fumigatus fue descrita por primera vez por los naturalistas franceses Alcide d'Orbigny & Frédéric de Lafresnaye en 1837 bajo el nombre científico Tyrannus fumigatus; la localidad tipo es: «Yungas de Bolivia».

### Etimología
El nombre genérico masculino «Contopus» se compone de las palabras del griego «kontos» que significa ‘percha’, y «podos» que significa ‘pies’; y el nombre de la especie «fumigatus», en latín significa ‘ahumado’.

### Taxonomía
Anteriormente fur considerada conespecífica con Contopus pertinax y C. lugubris. Ha sido sugerido que la subespecie ardosiacus podría ser una especie separada, principalmente com base en su plumaje más oscuro, pero no se diferencia de otra forma. La validad de algunas otras subespecies es cuestionable.

### Subespecies
Según las clasificaciones del Congreso Ornitológico Internacional (IOC) y Clements Checklist/eBird se reconocen seis subespecies, con su correspondiente distribución geográfica:
- Contopus fumigatus ardosiacus (Lafresnaye, 1844) – Serranía del Perijá y Andes de Colombia (excepto el suroeste), extremo oeste y suroeste de Venezuela, este de Ecuador y este de Perú (al sur hasta Cuzco).
- Contopus fumigatus cineraceus (Lafresnaye, 1848) – norte de Venezuela (Yaracuy y cordillera de la Costa desde Carabobo hasta Miranda).
- Contopus fumigatus duidae (Chapman, 1929) – sur de Venezuela (norte y centro de Amazonas, Bolívar) y adyacente Guyana; también en el extremo norte de Brasil (norte de Roraima).[6]
- Contopus fumigatus zarumae (Chapman, 1924) – suroeste de Colombia (Nariño) y oeste de Ecuador hasta el noroeste de Perú (Cajamarca).
- Contopus fumigatus fumigatus (d’Orbigny & Lafresnaye, 1837) – sureste de Perú (Puno) hacia el sur hasta el oeste de Bolivia (Cochabamba).
- Contopus fumigatus brachyrhynchus Cabanis, 1883 – sureste de Bolivia (oeste de Santa Cruz) hacia el sur hasta el noroeste de Argentina (Tucumán).